# Bent Christensen (football)
Pour les articles homonymes, voir Bent Christensen.
Bent Christensen Arensøe, né le 4 janvier 1967 à Copenhague, est un footballeur international danois qui évolue au poste d'avant-centre entre les années 1984 à 2000. Après sa retraite de joueur, il exerce les fonctions d'entraîneur. Il est actuellement le sélectionneur de équipe du Danemark des moins de 17 ans.

## Palmarès
- Meilleur buteur du Championnat du Danemark 1988 (21 buts) avec Brøndby IF
- Meilleur buteur du Championnat du Danemark 1990 (17 buts) avec Brøndby IF
- Meilleur buteur du Championnat du Danemark 1991 (11 buts) avec Brøndby IF